# Boyd (Wisconsin)
Boyd es una villa ubicada en el condado de Chippewa en el estado estadounidense de Wisconsin. En el Censo de 2010 tenía una población de 552 habitantes y una densidad poblacional de 115,02 personas por km².

## Geografía
Boyd se encuentra ubicada en las coordenadas 44°57′12″N 91°2′23″O / 44.95333, -91.03972. Según la Oficina del Censo de los Estados Unidos, Boyd tiene una superficie total de 4.8 km², de la cual 4.8 km² corresponden a tierra firme y (0%) 0 km² es agua.

## Demografía
Según el censo de 2010, había 552 personas residiendo en Boyd. La densidad de población era de 115,02 hab./km². De los 552 habitantes, Boyd estaba compuesto por el 97.83% blancos, el 0.36% eran afroamericanos, el 0.36% eran amerindios, el 0.18% eran asiáticos, el 0% eran isleños del Pacífico, el 0.18% eran de otras razas y el 1.09% pertenecían a dos o más razas. Del total de la población el 0.72% eran hispanos o latinos de cualquier raza.